# Top Gear Rally 2
Top Gear Rally 2 és una videojoc de curses amb cotxes de ral·li per la Nintendo 64. Va ser llançat a Europa l'any 2000. Fa ser desenvolupat per Saffire i publicat per Kemco. Aquest videojoc està patrocinat per algunes marques d'automòbils com Toyota o Mitsubishi.
El videojoc té diverses modes de joc, el d'un sol jugador pots prendre el rol de conductor de cotxes de ral·li, i amb un bon model realista (com per exemple punxades de rodes i trencament del motor). Els objectius són fer curses per guanyar punts (si es queda amb bona posició), en el qual pots gastar-los en fer altres curses a més nivell i poder-te comprar peces noves pel cotxe (com turbos, frens, suspensions, etc.). En el mode multijugador es pot fer curses contra algun jugador que s'hagi connectat el segon, tercer o quart comandament.